# BVR Busverkehr Rheinland

Altes Logo der BVR

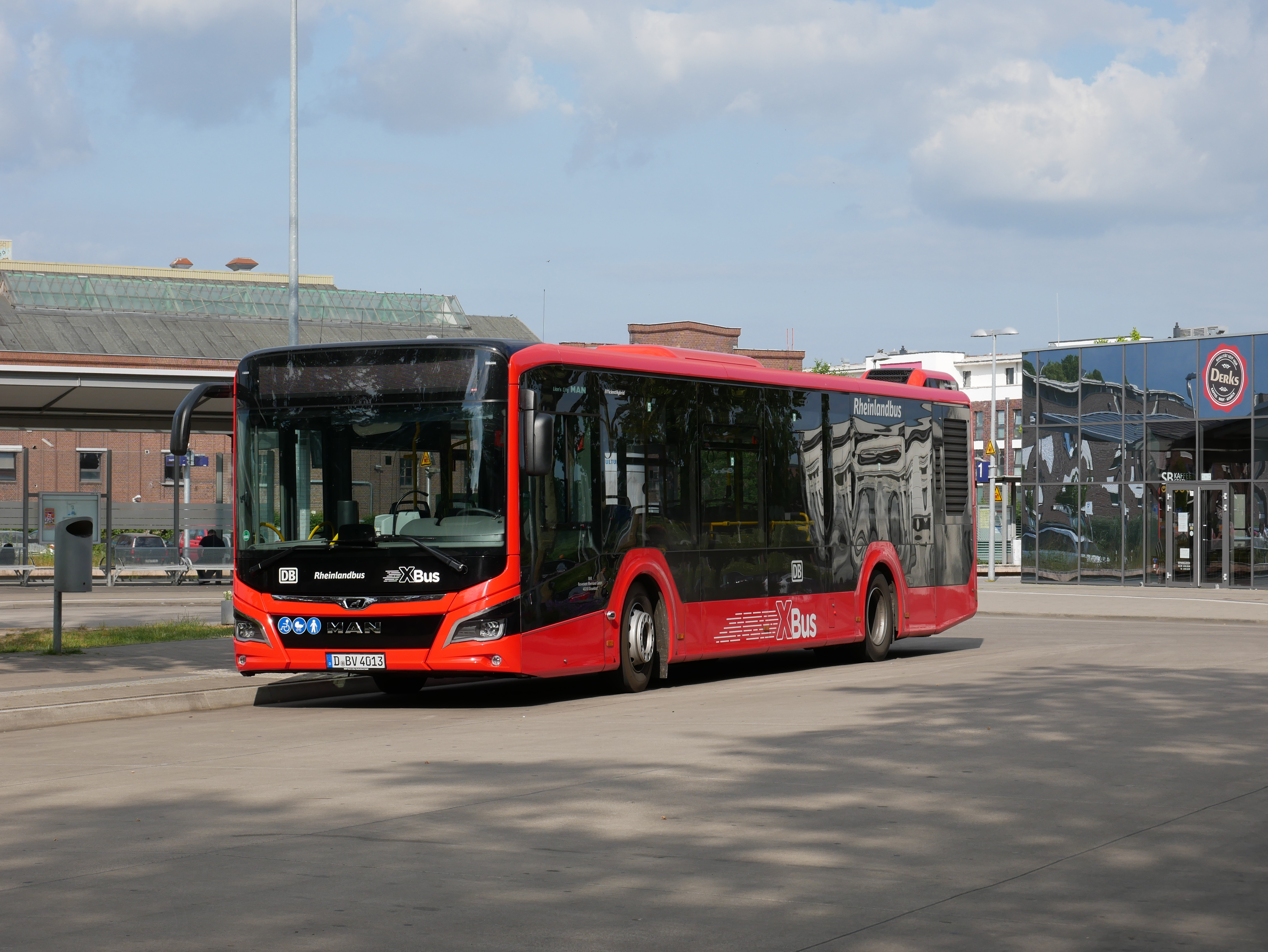
MAN Lion's City 12C EfficientHybrid

Die BVR Busverkehr Rheinland GmbH, kurz BVR, nahm am 1. Oktober 1989 als neu gegründetes Verkehrsunternehmen mit Sitz in Düsseldorf ihren Betrieb auf. Sie ist heute ein hundertprozentiges Tochterunternehmen der DB Regio. Die BVR kooperiert auf vertraglicher Basis mit dem Verkehrsverbund Rhein-Ruhr (VRR), dem Verkehrsverbund Rhein-Sieg (VRS) und dem Aachener Verkehrsverbund (AVV). Bis zum 31. Dezember 2011 wurde auch mit der Verkehrsgemeinschaft Niederrhein (VGN) kooperiert, zum 1. Januar 2012 wurde das Gebiet der VGN in das Gebiet des VRR eingegliedert. Seit dem 1. November 2008 tritt die BVR unter dem Markennamen DB Rheinlandbus am Markt auf. Seit 2024 benutzen die DB-Busbetriebe in NRW wieder den jeweiligen Unternehmensnamen, im Falle der BVR also DB Busverkehr Rheinland, die eigenständigen Internetauftritte wurden zudem zusammengelegt.
Anfang des Jahres 2002 wurden die beiden Tochtergesellschaften RVE Regionalverkehr Euregio Maas-Rhein (RVE) und RVN Regionalverkehr Niederrhein (RVN) gegründet. Der RVE bediente ab 15. Dezember 2002 die bisherigen BVR-Linien im AVV, der RVN übernahm die BVR-Linien in der VGN. Die Tochterunternehmen hatten zunächst einen eigenen Markenauftritt, traten ab November 2008 jedoch wie der BVR ebenfalls unter dem Namen DB Rheinlandbus auf. Ende August 2017 wurden die beiden Unternehmen wieder in den BVR integriert und aufgelöst.

## Verkehrsverbund Rhein-Ruhr (VRR)

### Linien im VRR
Insgesamt bedient die BVR GmbH 78 Linien im VRR. Neben zahlreichen Regionallinien werden auch Schnellbuslinien auf Strecken, die nicht vom Bahnverkehr bedient werden, sowie Stadtverkehre in den Städten Dormagen, Grevenbroich, Kaarst und Velbert gefahren. Auf zahlreichen der nachfolgend aufgeführten Linien kommt der BVR nicht (mehr) mit eigenen Fahrzeugen zum Einsatz; hier fahren ausschließlich Subunternehmer. Weiterhin werden einige Linien im Gemeinschaftsbetrieb mit anderen Verkehrsunternehmen gefahren.
- X05 Wesel Bahnhof – Schermbeck Rathaus – Dorsten Bf./ZOB
- X27 Wesel Bahnhof – Xanten Bahnhof – Kleve Bahnhof
- X28 Wesel Bahnhof – Xanten Bahnhof – Uedem – Goch Bahnhof (zusammen mit der NIAG)
- X49 Kempen Bahnhof – Meerbusch Haus Meer
- SB16 Essen Hauptbahnhof – Bottrop Hauptbahnhof – ZOB Berliner Platz – (Kirchhellen) (zusammen mit Vestische)
- SB18 Dorsten ZOB – Schermbeck Rathaus (Durchbindung in Dorsten zur Linie SB28, samstags teilweise Durchbindung in Schermbeck zur Linie 71)
- SB19 Essen Hbf – E-Werden – Velbert Mitte – Heiligenhaus Rathaus (zusammen mit Rheinbahn, Bedienung samstags und sonntags ausschließlich durch die BVR; Fahrten bis Velbert ZOB gehen dort zur Linie SB66 über)
- SB28 Gelsenkirchen Buer – GE-Hassel – Dorsten ZOB (Durchbindung in Dorsten zur Linie SB18)
- SB29 Gelsenkirchen Hbf – Gelsenkirchen Musiktheater – Bottrop Hbf – ZOB Berliner Platz (zeitweise Durchbindung am ZOB zur Linie 291)
- SB38 Hattingen Mitte – Witten Herbede – Witten Hbf – Wetter Bf – Gevelsberg Hbf – Ennepetal Busbf (zusammen mit VER)
- SB46 Nijmegen (NL) Centraal Station - Kranenburg - Weeze Flughafen - Kevelaer Bahnhof
- SB53 Düsseldorf Südpark – Universität – Neuss-Stüttgen – Allerheiligen  – Rosellen – Hoisten – Weckhoven – Reuschenberg – Neuss Moselstr./Stadtwerke -> als Subunternehmer der Stadtwerke Neuss
- SB66 (Durchbindung als SB19 bereits ab Essen Hbf -) Velbert ZOB – Velbert, Willy-Brandt-Platz – Tönisheide Mitte – Wuppertal Hbf
- SB82 Tönisvorst-Vorst – Willich-Anrath – Münchheide – Willich – Mb.-Osterath – Meerbusch Haus Meer
- SB85 Düsseldorf Hbf – Graf-Adolf-Platz – D-Heerdt – Neuss Neusserfurth
- SB86 Kaarst, Kaarster See – Willich Schiefbahn – Gwgb. Münchheide II
- SB87 Viersen Busbf – Willich-Anrath – Tönisvorst – Kempen – Grefrath – Nettetal-Lobberich (zusammen mit Niederrheinwerke)
- 071 Meerbusch Haus Meer – Osterath – Willich – Münchheide – Anrath – Viersen Busbf
- 076 Krefeld Hbf – Krefeld-Hüls – Kempen – Neukirchen-Vluyn – Kamp-Lintfort (2002–2017 von Regionalverkehr Niederrhein betrieben)
- 077 Krefeld Hbf – Krefeld-Hüls – Kempen – Rheurdt Oermterberg (2002–2017 von Regionalverkehr Niederrhein betrieben)
- 078 (Grefrath –) Kempen Bf – Kerken-Aldekerk – Kerken-Eyll – Kerken-Nieukerk – Geldern Bf (2002–2017 von Regionalverkehr Niederrhein betrieben)
- 079 Krefeld Hbf – Krefeld-Hüls – Kempen – Kerken-Stenden – Kerken-Aldekerk (2002–2017 von Regionalverkehr Niederrhein betrieben)
- 092 Viersen Busbf – Dülken – Nettetal-Lobberich
- 093 Kempen Bf – Grefrath – Nettetal-Lobberich
- 094 Kaarst, Kaarster See – Willich Schiefbahn – Neersen – Viersen Busbf
- 095 Nettetal-Lobberich – Hinsbeck – Kaldenkirchen
- 096 Nettetal-Lobberich – Breyell – Kaldenkirchen
- 131 Mülheim-Winkhausen - Hbf - Broich - Ratingen-Breitscheid -> Als Subunternehmer der Ruhrbahn Mülheim GmbH
- 188 Gladbeck Oberhof – Bottrop Kirchhellen – Dorsten ZOB (Durchbindung in Gladbeck zur Linie 189)
- 189 Essen Karnap – Bottrop Boy – Gladbeck Oberhof (stündliche Durchbindung in Gladbeck zur Linie 188)
- 291 Bottrop ZOB Berliner Platz – Knappschaftskrankenhaus – Vonderort Bf – BOT Hbf (zeitweise Durchbindung am ZOB zur Linie SB29)
- 293 Dorsten ZOB – Schermbeck (– Raesfeld)
- 299 (Dorsten ZOB –) Gahlen – Schermbeck (- Wesel)
- 552 Gevelsberg Rathaus - Hbf - Gevelsberg-Silschede (- Wetter, Loh) (zusammen mit VER; BVR-Leistungen ausschließlich als Übergang von/zu der Linie SB38 in Silschede und nur werktags abends sowie sonntags ganztägig, Bedienung des Abschnitts nach Wetter ausschließlich durch die VER)
- 562 Ennepetal Busbf - Kämpershausweg (zusammen mit VER)
- 591 Hagen Hbf – HA-Vorhalle – Wetter Volmarstein – Wetter Wengern – Oberwengern – Wetter Bf
- 592 Wetter Bf – Wengern – Witten-Bommern – Witten Hbf – Witten Rathaus
- 593 Sprockhövel Haßlinghausen – Wetter Albringhausen – Wengern – Oberwengern – Wetter Bf
- 594 Hagen Hbf – Boele – Kabel – Schwerte Westhofen – Schwerte ZOB
- 595 Wetter Bf – Stadtsaal – Freiheit – Sunderweg – Memelstraße – Rusche – Wetter Bf
- 599 Schülerlinie Wetter
- 626 Wuppertal Oberbarmen Bf – Laaken – Beyenburg – Radevormwald Dahlerau / Keilbeck – Herbeck / Uelfebad – Radevormwald Busbf (zusammen mit OVAG)
- 636 Wuppertal Oberbarmen Bf – Heckinghausen – Remscheid Lüttringhausen
- 641 Wülfrath Stadtmitte – Düssel – Wuppertal Wieden – Vohwinkel Bf – Vohw. Schwebebahn – Haan Gruiten Bf (zusammen mit WSW mobil, Bedienung des Abschnitts Vohwinkel - Gruiten sowie Betrieb sonntags ausschließlich durch die BVR, BVR-Leistungen gehen in Wülfrath Stadtmitte in die Linie 747 über)
- 747 Velbert Putschenholz – Stadtmitte – Am Berg – Wülfrath Flandersbach – Stadtmitte – Sporthalle (zusammen mit Rheinbahn, Bedienung des Abschnitts Wülfrath Stadtmitte - Sporthalle ausschließlich durch Rheinbahn, Betrieb sa und so ausschließlich durch die BVR, BVR-Leistungen gehen in Wülfrath Stadtmitte in die Linie 641 über)
- 770 Velbert ZOB – Willy-Brandt-Platz – Am Berg – Heiligenhaus Hetterscheidt – Hlghs. Stadtmitte – Ilp – Ratingen Hösel Bf (zusammen mit Rheinbahn)
- 771 Velbert ZOB – Am Berg – Heiligenhaus Hetterscheidt – Hlghs. Stadtmitte – Ratingen Homberg – Ost Bf – Rat.-Mitte (zusammen mit Rheinbahn)
- 827 Düsseldorf Am Steinberg – Südpark – Universität – Neuss Norf Bf – Im Taubental (zusammen mit Rheinbahn, bis in die 1980er Jahre Stadtwerke Neuss mit Rheinbahn)
- 828 Düsseldorf-Oberkassel – Lörick – Heerdt – Meerbusch – Neuss Hbf – Landestheater – NE-Stadthalle (zusammen mit Rheinbahn, bis in die 1980er Jahre Stadtwerke Neuss mit Rheinbahn; BVR-Leistungen nur mo-fr morgens)
- 860 Stadtverkehr Kaarst: (Am Hoverkamp –/ Friedhof –) Rathaus – Kaarster Bf – Vorst – Driesch – Büttgen Bf
- 862 Kaarst, Kaarster See – Rathaus – Neuss Neusserfurth – Düsseldorf Heerdt – Oberkassel
- 864 Düsseldorf Heerdt, Gewerbegebiet Zülpicher Straße (nur montags bis freitags)/ Neuss, Stadthalle/Museum (einzelne Fahrten montags bis freitags; samstags, sonntags und feiertags ganztägig) – Neuss Landestheater – NE-Grefrath – Korschenbroich Glehn – Mönchengladbach Giesenkirchen, Konstantinplatz (– Am Sternenfeld)
- 865 Schülerlinie Grevenbroich
- 866 Schülerlinie Kaarst: Am Hoverkamp –/Badeniastr. –/G.-Büchner-Gymnasium –/Lange Hecke – Büttgen, Berliner Platz; Kaarster See S – Büttgen S
- 867 Korschenbroich-Steinforth, Rubbelrath – Glehn – Kleinenbroich Bf
- 869 Neuss Stadthalle – Holzheim – Grevenbroich Kapellen – Wevelinghoven – Grevenbroich Bf
- 871 Grevenbroich Bf – Rommerskirchen Vanikum – Rommerskirchen Bf – Butzheim – Frixheim – Anstel – Knechtsteden – Delhoven – Dormagen Bf (– Dormagen Haberlandstr.)
- 872 Neuss Landestheater – NE-Süd Bf – Grevenbroich Neukirchen – Rommerskirchen Villau – Evinghoven – Oekoven
- 873 Neuss Landestheater – NE-Süd Bf – Grevenbroich Neukirchen – Dormagen Gohr – Broich (– Marktplatz)
- 874 Neuss Rheinpark-Center – Landestheater – Stadthalle – Norf Bf – Rosellen – Dormagen Gohr – Broich (– Rommerskirchen Vanikum)
- 875 Neuss Landestheater – Grimlinghausen – Dormagen Stürzelberg – Zons – Dormagen Bf
- 877 Neuss Landestheater – NE-Süd Bf – Holzheim – Grevenbroich Kapellen – Wevelinghoven (– Grevenbroich Bf)
- 878 Neuss Stüttgen – Elvekum – Norf – Hoisten – Grevenbroich Neukirchen – Wevelinghoven (– Grevenbroich Bf) (Kleinbus; fünf Fahrten nach Elvekum/Stüttgen, sechs nach Hoisten/Grevenbroich)
- 879 Schülerlinie Grevenbroich / Rommerskirchen
- 880 Schülerlinie Dormagen / Köln-Worringen
- 881 Stadtbus Dormagen: Bahnhof – Marktplatz – Hackenbroich
- 882 Stadtbus Dormagen: Bahnhof – Kreiskrankenhaus – Hackenbroich
- 883 Stadtbus Dormagen: Marktplatz – Bahnhof – Delhoven – Knechtsteden – Straberg – Nievenheim – Ückerath – Gohr – Broich
- 884 Stadtbus Dormagen: Marktplatz – Bahnhof – Horrem – Nievenheim – Ückerath – Nievenheim Bf – Delrath – Düsseldorfer Str.
- 885 Stadtbus Dormagen: Marktplatz – Chempark/INEOS – Köln Worringen – Köln Worringen Bf – Hackenbroich – Kreiskrankenhaus – Delhoven – Straberg – Nievenheim – Ückerath – Nievenheim Bf – Delrath
- 885E Schülerlinie Dormagen / Köln-Worringen
- 886 Stadtbus Dormagen: Rheinfeld – Marktplatz – Bahnhof – Zons – Stürzelberg – St. Peter – Delrath – Nievenheim Gesamtschule
- 891 Stadtbus Grevenbroich: Kapellen Bf – Noithausen – Bahnhof – Frimmersdorf – Neurath, zeitweise weiter nach Rommerskirchen-Evinghoven über Rommerskirchen-Vanikum, Rom.-Postamt/Bf
- 892 Stadtbus Grevenbroich: Gindorf – Gustorf – Bahnhof – Allrath – Rommerskirchen Oekoven – Evinghoven
- 893 Stadtbus Grevenbroich: Kapellen/Wevelinghoven Bf – Grevenbroich Bahnhof
- 916 Duisburg-Hochheide Markt – Duisburg Mittelmeiderich Sympherstr.  -> als Subunternehmer der DVG (Duisburger Verkehrsgesellschaft)
- 917 Duisburg-Hochheide Markt – Duisburg Obermeiderich Oberhauser Str.  -> als Subunternehmer der DVG  (Duisburger Verkehrsgesellschaft)
- 920 Duisburg Kaldenhausen Krölls – Duisburg-Neudorf Sportpark  -> als Subunternehmer der DVG  (Duisburger Verkehrsgesellschaft)
- 921 Moers Königlicher Hof – Duisburg Hbf Osteingang  -> als Subunternehmer der DVG  (Duisburger Verkehrsgesellschaft)
- 935 Oberhausen Sterkrade Bf – Duisburg Marxloh – Hamborn – OB-Lirich – Oberhausen Hbf – Anne-Frank-Realschule (zusammen mit StOAG und Duisburger Verkehrsgesellschaft)
- 995 Duisburg-Marxloh – Oberhausen Lirich – Oberhausen Hbf – Anne-Frank-Realschule (zusammen mit StOAG)
- NE1 NachtExpress Dormagen: Bahnhof – Delhoven – Straberg – Nievenheim – Ückerath – Gohr – Broich
- NE2 NachtExpress Dormagen: Marktplatz/Kölner Str. – Bahnhof – Zons – Stürzelberg – Delrath – Nievenheim – Ückerath
- NE3 NachtExpress Dormagen: Rheinfeld – Marktplatz/Kölner Str. – Bahnhof – TOP WEST – Hackenbroich
- NE3 NachtExpress Duisburg Hbf Osteingang – Dinslaken Bf  -> als Subunternehmer der DVG  (Duisburger Verkehrsgesellschaft)
- NE9 NachtExpress Hagen: Hagen Stadtmitte – Hagen Hbf – Eckesey – Vorhalle – Vossacker (ab 9. Juni 2019)
- NE12 NachtExpress Mülheim Stadtmitte - Dieter-aus-dem-Siepen-Platz (Mülheim (Ruhr) Hbf) - Mülheim (Ruhr) West S - Styrum - Oberhausen Hbf - Neue Mitte - Eisenheim - Sterkrade Bf -> als Subunternehmer der Ruhrbahn Mülheim GmbH (zusammen mit STOAG, zwischen Oberhausen Hbf und Sterkrade Bf über ÖPNV-Trasse)
- O5 Ortsbus Erkrath: Millrath Bf – Hochdahler Markt – Trills – Hochdahl Bf – Erkrath Bf (zusammen mit Rheinbahn)
- OV1 Ortsbus Velbert: ZOB – Parkstr. – Birther Kreisel
- OV2 Ortsbus Velbert: Am Nordpark – ZOB – Poststraße – Am Berg – Birth – Losenburg – Klinikum – Nordfriedhof
- OV3 Ortsbus Velbert: ZOB – Willy-Brandt-Platz – Kostenberg
- OV4 Ortsbus Velbert: Am Nordpark – ZOB – Birkenstr. – Kostenberg
- OV6 Ortsbus Velbert: ZOB – Bleibergstr. – Langenberg
- OV7 Ortsbus Velbert: Klinikum – ZOB – Gwgb. Röbbeck – Voßnacker Str. – Langenberg
- OV8 Ortsbus Velbert: ZOB – Gwgb. Röbbeck – Hopscheid – Nierenhof
- TL1 Anruflinientaxi Kaarst: Neusser Str. – Holzbüttgen – Kaarster Bf – Xantener Str. (Bez. auch: 861)
- TL2 Anruflinientaxi Kaarst: Friedhof – Rathaus – Kaarster Bf – Vorst – Büttgen Bf (Bez. auch: 860/1)
- WE1 WochenendExpress Dormagen: Marktplatz – Bahnhof – Delhoven  – Straberg – Nievenheim – Ückerath – Gohr – Broich
- WE2 WochenendExpress Dormagen: Marktplatz/Kölner Str. – Bahnhof – Zons – Stürzelberg – Delrath – Nievenheim – Ückerath
- WE3 WochenendExpress Dormagen: Rheinfeld – Marktplatz/Kölner Str. – Bahnhof – TOP WEST – Hackenbroich
- WE4 WochenendExpress Dormagen: Bahnhof – Münterstr. – Horrem – Bahnhof (Rundlinie)

### Ehemalige BVR-Linien im VRR
Aufgeführt sind alle Linien, die einst von der BVR innerhalb des VRR bedient wurden.
- SB21 Wesel – Hünxe-Drevenack – Schermbeck und Schermbeck – Dorsten ZOB (Einführung 28. Mai 2000, von 15. Dezember 2002 bis 2017 betrieben von Regionalverkehr Niederrhein, eingestellt im Dezember 2022 zugunsten der neuen X-Buslinien)
- SB27 Oer-Erkenschwick – Datteln – Waltrop – DO-Mengede – DO-Westerfilde (zum 30. Mai 1999 eingestellt, Streckenabschnitt Oer-Erkenschwick – DO-Mengede wird von der Vestische-Linie SB24 bedient, Linie SB27 verkehrt heute zwischen Marl und Wanne-Eickel, ebenfalls betrieben von der Vestischen)
- SB47 Dortmund Hbf – DO-Flughafen – Holzwickede, Kath. Kirche (seit dem 30. Mai 1999 nur noch bis Dortmund Flughafen, seit dem 28. Mai 2000 komplett eingestellt; Ersatz durch einen Flughafen-Shuttle der Verkehrsgesellschaft Breitenbach, kein VRR-Tarif)
- SB68 Wuppertal Hbf – Mettmann Jubiläumsplatz (Einführung im Juni 1994, seit 15. Dezember 2002 betrieben von der Rheinbahn)
- 132 Mülheim Mintard – Saarn – Stadtmitte – Mülheim Hbf – Heißen – Kattowitzer Str. (teilweise ersetzt durch die MVG/RBG Linien 133, 134, 753, T11)
- 134 Mintard – Saalestraße (ging nach Ausschreibung an den Ruhrbahn Subunternehmer Vehar)
- 135 Mülheim-Nordhafen - HafenCenter - Hbf - Saarner Kuppe (Übernahme von Leistungen zusammen mit Verkehrsbetrieb Rainer im Jahr 2024 aufgrund von Personalmangel bei der Ruhrbahn Mülheim, seit November wieder durchgängig Betrieb durch Ruhrbahn)
- 176 Essen Hbf – Essen-Karnap (2002 mit Eröffnung der Stadtbahn nach Karnap eingestellt. Von 2011 bis 17. Juli 2017 beschrieb diese Liniennummer eine Taxibuslinie der Essener Verkehrs-AG, von Kupferdreh nach Velbert-Nierenhof)
- 182 Ratingen-Breitscheid – Essen-Kettwig (S) (Einstellung am 29. September 2001, Ersatz durch ebenfalls mittlerweile eingestellte Linie 762)
- 189 Essen Hbf – Essen-Vogelheim – Gladbeck
- 199 Essen Hbf – Bredeney – Heidhausen – Hespertal – Velbert – Heiligenhaus (teilweise ersetzt durch SB19)
- 293 Recklinghausen Hbf – RE-Suderwich – Waltrop – Lünen, Bäckerstraße
- 294 (Recklinghausen Hbf –) Dorsten ZOB – Raesfeld – Borken (– Rhede – Bocholt) (Parallellinie zur WB-Linie 721, Ende der 1990er Jahre eingestellt, mittlerweile ersetzt durch WB-Linie R21 im Bereich Borken – Dorsten)
- 297 Marl HÜLS AG – Lippramsdorf – Haltern (gegen Ende der 1990er Jahre komplett eingestellt)
- 299 Dorsten ZOB – Schermbeck – Hünxe-Drevenack – Wesel Bf/ZOB (am 28. Mai 2000 ersetzt durch die Linie SB21)
- 490 Dorsten ZOB – Lippramsdorf – Haltern (Mitte der 1990er eingestellt)
- 492 Dortmund Hbf – Castrop-Rauxel-Henrichenburg (?) – Recklinghausen Hbf (Anfang der 1990er Jahre eingestellt)
- 494 Dortmund Hbf – Castrop-Rauxel, Münsterplatz – Herne Bf (ehem. Sonntagsverkehr zur heutigen Zuglinie RB43, zum 24. Mai 1998 eingestellt)
- 495 Dortmund Hbf – Holzwickede – Menden (Anfang der 1990er Jahre eingestellt)
- 590 Wetter Bf – Witten Hbf (Ende der 1990er Jahre eingestellt)
- 591 Hagen Hbf – Witten – Wattenscheid – GE Hbf – Buer Rathaus – Dorsten – Borken – Oeding Zoll (Ende der 1990er teilweise durch Linie SB 28 ersetzt)
- 744 Erkrath – Erkrath-Hochdahl – Erkrath-Millrath (– Haan-Gruiten) (Umbenennung in Linie O5, Modifizierung des Streckenabschnittes)
- 762 Velbert-Kostenberg – Velbert Mitte – Velbert-Langenhorst (am 30. September 2001 im Wesentlichen in heutiger Linie OV5 aufgegangen)
- 762 Velbert Mitte – Werdener Straße – Klinikum Niederberg – Heiligenhaus-Nassenkamp – Isenbügel – Essen-Kettwig Stausee (S) – Ratingen-Breitscheid (zwischen 30. September 2001 und 7. Januar 2006; bis Januar 2007 noch Bedienung zwischen Nassenkamp und Breitscheid)
- 763 Velbert, Klinikum Niederberg – Velbert Mitte – Velbert, Am Nordpark (am 30. September 2001 im Wesentlichen in heutiger Linie OV2 aufgegangen)
- 764 Velbert-Langenhorst – Mitte – Birth – Klinikum Niederberg – Heiligenhaus-Isenbügel – Heiligenhaus Mitte – Heiligenhaus-Abtsküche – Velbert, Klinikum Niederberg – Birth – Mitte – Langenhorst (am 30. September 2001 zwischen Langenhorst und Klinikum im Wesentlichen in heutiger Linie OV3 aufgegangen, Wegfall des Restabschnittes am 30. März 2003)
- 765 Velbert-Langenhorst – Mitte – Birth – Klinikum Niederberg – Heiligenhaus-Abtsküche – Heiligenhaus Mitte – Heiligenhaus-Isenbügel – Velbert, Klinikum Niederberg – Birth – Mitte – Langenhorst (am 30. September 2001 zwischen Langenhorst und Klinikum im Wesentlichen in heutiger Linie OV3 aufgegangen, Wegfall des Restabschnittes am 30. März 2003)
- 766 Velbert-Langenberg – Velbert-Nierenhof – Velbert Mitte – Klinikum Niederberg (am 30. September 2001 im Wesentlichen in heutiger Linie OV8 aufgegangen)
- 767 Velbert-Kostenberg – Velbert Mitte – Velbert, Am Nordpark (am 30. September 2001 im Wesentlichen in heutiger Linie OV4 aufgegangen)
- 768 Velbert, Christuskirche – Velbert Mitte – Velbert-Birth (am 30. September 2001 im Wesentlichen in heutiger Linie OV1 aufgegangen)
- 769 Velbert-Langenberg – Velbert Mitte – Velbert, Klinikum Niederberg (am 30. September 2001 im Wesentlichen in heutiger Linie OV7 aufgegangen)
- 826 Düsseldorf-Oberkassel – D-Heerdt – Neuss-Weißenberg – Kaarst-Holzbüttgen – Kaarst Bf – Kaarst, Elchstraße (zusammen mit Rheinbahn, zeitweiliger Verkehr, der parallel zur Linie 862 bedient wurde, im Mai 2000 eingestellt)
- 863 Kaarst Maubisstr. – Kaarst Bf – /Holzbüttgen, F.-Krupp-Str. – Vorst – Driesch – Büttgen, Berliner Pl. (– Bauerbahn – Neuss Hbf – Neuss Busbahnhof) (im Mai 2000 ersetzt durch die heutige Linie 860 und in Holzbüttgen durch 861)
- 870 Neuss Busbahnhof – NE-Grefrath – Grevenbroich-Hemmerden – Jüchen-Bedburdyck – Jüchen Markt (heute KVG in Kooperation mit MöBus)
- 887 Rheinfeld – Marktplatz – Bahnhof – Zons – Stürzelberg – St. Peter – Nievenheim Bf (zum Fahrplanwechsel 12.2021 wieder in 886 integriert)
- 998 Duisburg Hbf – Wuppertal-Mirke – Wuppertal Hbf (zunächst verkürzt bis Mettmann, gegen Ende der 1990er Jahre eingestellt)
- 999 Duisburg-Marxloh, Hermannstraße – Oberhausen-Lirich – Oberhausen Hbf (ersetzt durch die heutige Linie 995)
- OV1 Ortsbus Velbert: Willy-Brandt-Platz – Stadtmitte – Parkstr. – Birther Kreisel
- OV2 Ortsbus Velbert: Am Nordpark – Stadtmitte – Birkenstr. – Am Berg – Birth – Losenburg – Klinikum – Nordfriedhof
- OV3 Ortsbus Velbert: Langenhorst – Stadtmitte – Poststr. – Am Berg – Birth – Klinikum – Nordfriedhof
- OV4 Ortsbus Velbert: Am Nordpark – Stadtmitte – Birkenstr. – Kostenberg
- OV5 Ortsbus Velbert: Langenhorst – Stadtmitte – Willy-Brandt-Platz – Kostenberg
- OV6 Ortsbus Velbert: Klinikum – Plätzchen – Stadtmitte – Bleibergstr. – Langenberg
- OV7 Ortsbus Velbert: Stadtmitte – Gwgb. Röbbeck – Voßnacker Str. – Langenberg
- OV8 Ortsbus Velbert: Stadtmitte – Gwgb. Röbbeck – Hopscheid – Nierenhof – Langenberg

### Ehemalige Linienführungen im VRR
Aufgelistet sind alle heutigen Linien, die früher einen anderen Linienverlauf hatten.
- SB16 Essen Hbf – Hafenstr – Bottrop ZOB Berliner Platz
- SB28 Gelsenkirchen Hbf – Gelsenkirchen-Buer – Dorsten ZOB (ab 10. Juni 2001 Entfall GE Hbf – Buer)
- SB28 Gelsenkirchen-Buer – Dorsten ZOB – Schermbeck Rathaus (ab 11. Juni 2017 Umbenennung des Linienabschnittes Dorsten ZOB – Schermbeck Rathaus in SB18)
- SB85 Kempen – Nettetal-Lobberich (zusammen mit Niederrheinwerke, ehemals VVG)
- SB86 Düsseldorf Hbf – D-Handweiser – Neuss – Kaarst – Kaarst, Elchstr./ – Willich – Viersen (im Mai 2000 Aufspaltung in 86 A Düsseldorf Hbf – Neuss-Neusserfurth und 86 B Kaarster See S – Viersen Busbf., im Januar 2003 Einstellung des SB86 B, Kompensation durch 862, später Umbenennung des SB86 A in SB85 und Wiedereinführung des SB86 Kaarster See S – Willich-Münchheide II, Otto-Brenner-Str.)
- SB87 Kempen – Willich-Anrath – Viersen (zusammen mit Niederrheinwerke, ehemals VVG)
- 071 Düsseldorf Hbf – Düsseldorf-Oberkassel – Meerbusch-Büderich – Bovert – Willich Bf – Münchheide – Willich-Anrath – Viersen-Schultheißenhof Obf (in den 1980er Jahren Postbus zusammen mit KREVAG, 1981 Wegfall des Abschnitts Bovert – Düsseldorf Hbf, Endhaltestelle wurde Meerbusch, Haus Meer)
- 093 Kempen Bf – Grefrath – Nettetal-Lobberich – Breyell – Kaldenkirchen (ab 15. Juli 2018 Umbenennung des Linienabschnittes Lobberich – Kaldenkirchen in 096)
- 094 Grevenbroich Bf – Grevenbroich-Kapellen – Korschenbroich-Glehn – Korschenbroich-Kleinenbroich (S) (Anfang/Mitte der 2000er Jahre eingestellt, 094 bezeichnet neu die Linie Viersen Busbf – Kaarster See S)
- 095 Mönchengladbach-Rheydt – MG-Giesenkirchen – Jüchen-Gierath – Grevenbroich Bf – VAW-Leichtmetall
- 096 Korschenbroich-Steinforth, Rubbelrath – Glehn – Kleinenbroich (S) (ab 15. Juli 2018 Umbenennung in 867)
- 132 Mülheim, Kattowitzer Straße – Heißen Kirche – Mülheim Hbf – Heiligenhaus Mitte – Velbert Mitte
- 188 Essen Hbf – Essen-Vogelheim – Bottrop-Welheim – Bottrop-Boy – Gladbeck – Gladbeck-Zweckel – Bottrop-Kirchhellen – Dorsten ZOB (Anfang der 2000er Jahre Wegfall des Abschnittes Essen Hbf – Karnap, neue Endhaltestelle Boyer Straße in Essen-Karnap)
- 591 Hagen Hbf – HA-Vorhalle – Wetter-Volmarstein – Oberwengern – Wetter Bf – WIT-Bommern – Witten Hbf – Witten-Herbede – Hattingen Mitte [– Gelsenkirchen – Dorsten – Borken – Oeding Zoll] (Der Abschnitt Witten – Hattingen wird durch die heutige Linie SB38 ersetzt.)
- 593 Gevelsberg Hbf – Wetter-Wengern – Wetter Bf
- 594 Hagen Hbf – Boele – Kabel – Schwerte Westhofen – Dortmund-Syburg /- Schwerte ZOB (der Abschnitt Westhofen – Syburg wurde Ende der 1990er Jahre eingestellt)
- 641 Velbert Christuskirche – Wülfrath – Wuppertal-Vohwinkel – Haan-Gruiten (zusammen mit WSW)
- 860 Stadtverkehr Kaarst: (Kaarst, Am Hoverkamp –) Kaarst, Rathaus – Kaarster Bahnhof (S) – Vorst – Driesch – Büttgen (S) – Büttgen, Berliner Platz (– Bauerbahn – Klever Str. – Neuss Hbf – Neuss Busbahnhof) (Mitte der 2000er Jahre Wegfall des seltener bedienten Abschnitts ab Büttgen weiter nach Neuss und Vorverlegung der Endhaltestelle in Büttgen vom Berliner Platz zum S-Bahnhof; Übernahme eines weiteren HVZ-Abschnitts ab Kaarst Rathaus weiter nach Kaarst, Friedhof und starke Reduzierung der Fahrten zum Hoverkamp)
- 861 Stadtverkehr Kaarst: Kaarst, Karlsforster Str. – (außerhalb der HVZ: Am Hoverkamp –) Maubisstr. – Kaarst-Mitte/Holzbüttgen (S) – Kaarster Bahnhof (S) – Bruchweg/IKEA Kaarst (S) – Holzbüttgen, Siemensstr. (zusammen mit SWN; Mitte der 2000er Jahre: Abschnitt Maubisstr. – Karlsforster Str. (heute: Roseggerstr.) übernommen von SWN-Linie 851, Kaarst-Mitte/Holzb. S und Kaarster Bf S bedient durch Rheinbahn-Linie SB51, Holzbüttgen wird bedient vom TaxiBus 861 (TL1))
- 862 Düsseldorf Hbf – Düsseldorf-Oberkassel – D-Heerdt – Neuss-Weißenberg – Kaarst – Kaarst-Vorst – Willich-Schiefbahn – Viersen – Viersen-Dülken – Nettetal-Lobberich – Kaldenkirchen (Sommer 1988 Wegfall des Abschnitts Düsseldorf Hbf – Oberkassel, ab Sommer 1992 Wegfall des Abschnitts Kaldenkirchen – Viersen, 2000 Wegfall des Abschnitts über Kaarst-Vorst, stattdessen Bedienung des S-Bahnhofs Kaarster See, 2004 Übernahme des Abschnitts Viersen – Kaarster See durch neue Linie 094)
- 864 Düsseldorf Hbf – Düsseldorf-Oberkassel – D-Heerdt – Neuss-Am Kaiser – Neuss Busbahnhof – Neuss-Grefrath – Korschenbroich-Glehn – MG-Giesenkirchen – Mönchengladbach-Rheydt (Sommer 1988 Wegfall des Abschnitts Düsseldorf Hbf – Oberkassel, im Mai 2000 Wegfall des Abschnitts D-Oberkassel, Belsenplatz – D-Heerdt, Zülpicher Str., im Januar 2003 Wegfall des Abschnitts Rheydt – Giesenkirchen)
- 865 Neuss Busbahnhof – NE-Floßhafen (gegen Ende der 1980er eingestellt)
- 869 Düsseldorf Hbf – Graf-Adolf-Platz/Breite Str. – Düsseldorf Südfriedhof – Hansastr. – Neuss Obf – Neuss, F.-Ebert-Platz – Kapellen Bf – Wevelinghoven – GV Rathaus – Grevenbroich-Elsen, Goethestr. (bis 1984 als Postbus nach Düsseldorf, dann von DB übernommen, Wegfall des Abschnitts Neuss Obf – Düsseldorf Hbf, über NE Stadthalle zum Anschluss nach Düsseldorf geführt und in GV-Elsen bis Auf dem Griessen verlängert, 1985 alternativer Linienweg zwischen Friedrich-Ebert-Platz und Kapellen: teilweise werden Fahrten über Neuss Pomona und Reuschenberg geführt)
- 871 Rommerskirchen – Butzheim – Frixheim – Anstel – Knechtsteden – Delhoven – Dormagen Bf – Dormagen Marktplatz
- 872 Neuss Busbahnhof – NE-Holzheim – Grevenbroich-Münchrath – Rommerskirchen-Ramrath – Deelen – Grevenbroich Bf – Grevenbroich-Noithausen, Am Rittergut
- 873 Neuss Busbahnhof – Grevenbroich-Neukirchen – Dormagen-Nievenheim – Dormagen Bf – Dormagen-Rheinfeld
- 874 Neuss Busbahnhof – Norf – Rosellen – Dormagen-Gohr – Rommerskirchen Bf – Rommerskirchen Vanikum
- 875 Neuss Busbahnhof – Grimlinghausen – Dormagen-Zons – Dormagen Bf – Hackenbroich
- 877 Grevenbroich Bf – Frimmersdorf – Grevenbroich-Neurath
- 879 Grevenbroich-Noithausen, Am Rittergut – Grevenbroich Bf – Rommerskirchen-Anstel – Rommerskirchen-Vanikum
- 880 Dormagen, Marktplatz – Hackenbroich
- 881 Dormagen-Marktplatz – Dormagen Bahnhof – Hackenbroich
- 882 Dormagen Bahnhof – Top West – Kreiskrankenhaus – Hackenbroich
- 883 Dormagen-Marktplatz – Dormagen Bahnhof – Delhoven – Knechtsteden – Straberg Kirche
- 884 Dormagen-Marktplatz – Dormagen Bahnhof – Horrem – Nievenheim – Ückerath – Nievenheim Bf
- 885 Dormagen-Marktplatz – Köln Worringen Bf – Hackenbroich – Kreiskrankenhaus – Delhoven – Knechtsteden – Straberg – Nievenheim – Ückerath – Nievenheim Bf
- 886 Rheinfeld – Marktplatz – Bahnhof – Zons – Stürzelberg – St. Peter – Delrath – Nievenheim Bf

## Linien auf dem Gebiet des NVN
Die Linien auf dem Gebiet des Nahverkehrs-Zweckverband Niederrhein (ehemaliges VGN-Tarifgebiet) wurden ab 2002 vom RVN Regionalverkehr Niederrhein (RVN) bedient. Seit dessen Wiedereingliederung in den BVR 2017 betreibt er wieder Linien auf diesem Gebiet, das tariflich inzwischen zum VRR gehört.
- SB3 Dinslaken Bf – Bruckhausen – Hünxe – Drevenack – Wesel Bf
- SB7 Geldern Bf – Issum – Alpen – Borth – Büderich – Wesel Bf
- 44 Xanten – Kalkar – Bedburg-Hau – Kleve
- 61 Rees – Empel – Millingen – Isselburg – Bocholt
- 62 Dingden – Brünen – Marienthal – Schermbeck, Abzweig Erle-Marienthal
- 63 Wesel – Mehrhoog (– Hamminkeln / – Empel) (Einführung am 2. Juni 1996)
- 64 Wesel – Hamminkeln – Bocholt
- 65 Xanten – Alpen – Rheinberg
- 66 Wesel – Xanten
- 67 Geldern – Issum – Alpen – Wesel
- 68 Wesel – Rheinberg – Moers
- 70 Kleve – Bedburg-Hau – Goch
- 71 Dinslaken – Hünxe – Schermbeck (– Raesfeld)
- 72 Wesel – Brünen – Marienthal – Havelich – Raesfeld
- 74 Goch – Uedem
- 75 Hünxe – Bucholtwelmen – Bruckhausen – Dinslaken
- 80 Wesel – Friedrichsfeld – Hünxe
- 87 Millingen – Empel – Rees
- 98 Hünxe – Dinslaken

## Ehemalige Linienführungen in der VGN
Alle aufgeführten Linien wurden seit dem 15. Dezember 2002 von der RVN bedient.
- SB6 Xanten Bf – Birten – Ginderich – Wesel Bf (2022 durch X27 und X28 ersetzt)
- 42 Xanten – Niedermörmter – Kalkar (zusammen mit NIAG)
- 62 Wesel – Voerde – Dinslaken
- 70 Kleve – Goch – Weeze – Kevelaer – Geldern

- 72 Wesel - Brünen - Marienthal - (Raesfeld)
- 73 Wesel – Drevenack – Hünxe
- 75 Voerde – Friedrichsfeld – Bruckhausen
- 98 Voerde – Friedrichsfeld – Hünxe – Drevenack

## Ehemalige Linien im Aachener Verkehrsverbund (AVV)
Nach der Übernahme der Busleistungen im Kreis Düren durch Rurtalbus und im Kreis Heinsberg durch WestVerkehr zum 1. Januar 2020 konzentrierte sich das Bedienungsgebiet der BVR im AVV auf die Rureifel. Zwar wurden im Jahr 2016 in Vorbereitung auf die Direktvergabe der Verkehrsleistung in Stadt und StädteRegion Aachen an die Aachener Straßenbahn und Energieversorgungs-AG (ASEAG) die Konzessionen der RVE Regionalverkehr Euregio Maas-Rhein von der ASEAG übernommen. Allerdings trat die BVR auch nach der Betriebsaufnahme am 10. Dezember 2017 auf den von ihr nun als Subunternehmer der ASEAG bedienten Linien in der Rureifel weiterhin als Anbieter auf. Zum Fahrplanwechsel am 6. Februar 2022 ist die Gesamte Linienführung auf die ASEAG übergegangen. Seitdem führen sie nur Linien im Auftrag der ASEAG aus.
| ehemalige Linien | Verlauf |
| ---------------- | --- |
| SB63             | Schnellbus: Aachen Bushof – Elisenbrunnen – Misereor – Aachen Hbf – Marienhospital – Burtscheid – Oberforstbach Gewerbegebiet (– Rott) – Roetgen – Lammersdorf – (Paustenbach – Bickerath) / (Rollesbroich – Strauch Am Roßbach) – Simmerath |
| SB66             | Schnellbus: Aachen Bushof – Kaiserplatz – Josefskirche – Bf Rothe Erde – Brand – Kornelimünster – Walheim – Friesenrath – Roetgen – Konzen – Imgenbroich – Monschau                                                                          |
| SB88             | Schnellbus: Nideggen – Brück – Schmidt – Strauch – (Kesternich –) Simmerath |
| 61               | Stolberg Mühlener Bf – Stolberg Altstadt – Binsfeldhammer – Bernardshammer – Breinigerberg – Breinig – Venwegen – Mulartshütte – Rott – Dreilägerbachtalsperre – Roetgen Post                                                                |
| 63               | Simmerath – Kesternich – Einruhr – Vogelsang IP (– Morsbach – Herhahn – Gemünd / Schleiden) |
| 64               | Ortsbus Roetgen: (Schwerzfelder Straße –) Roetgen Post – Markt – Kalfstraße (– Pilgerbornstraße) |
| 66               | Aachen Bushof – Kaiserplatz – Josefskirche – Bf Rothe Erde – Forst – Brand – Kornelimünster – Walheim – Friesenrath – Roetgen – Konzen – Imgenbroich – Monschau                                                                              |
| 67               | Walheim – Hahn – Venwegen – Mulartshütte – Rott – Dreilägerbachtalsperre – Roetgen Post |
| 68               | (Lammersdorf – Witzerath – Rollesbroich –) Simmerath – (Kesternich –) Strauch – Steckenborn – Woffelsbach – Rurberg (– Einruhr) |
| 82               | Simmerath (– Konzen) – Imgenbroich – Monschau Parkhaus |
| 83               | Simmerath – (Huppenbroich –) Eicherscheid – Hammer – Dedenborn – Einruhr – Erkensruhr |
| 84               | Monschau Parkhaus – Höfen – Alzen – Rohren – Widdau – Imgenbroich |
| 85               | Imgenbroich – / Monschau Parkhaus – Mützenich – Reichenstein – Kalterherberg Kirche – Kalterherberg Oberdorf |
| 88               | Schmidt – Steckenborn – Strauch – Kesternich – Simmerath Krankenhaus – Simmerath Bushof |
| 385              | Eupen Bushof – Ternell Naturzentrum (B) – Mützenich (D) – Monschau – Kalterherberg Kirche – Kalterherberg Bf (AVV-Tarif gilt nur im deutschen Streckenabschnitt)                                                                             |
| 502              | (Verstärkungsfahrten) Simmerath / Roetgen / Vossenack |

Alle aufgeführten Linien wurden seit dem 15. Dezember 2002 von der BVR-Tochtergesellschaft RVE bedient. Alle dreistelligen Linien ergeben sich aus den ehemals zweistelligen Linien, da es im AVV einige doppelte Liniennummern gab. Diese Dreistellung wurde zum 28. Mai 2000 eingeführt. Der Kreis Heinsberg hat die 400er-Bezifferung, der Kreis Düren die 200er-Bezifferung und Aachen behielt teilweise die zweistellige, erhielt ansonsten die 100er-Bezifferung. Einige Schnellbusse erhielten die Bezeichnung SB (StädteSchnellBus) (Beispiel: Linie 111 wurde zur SB11) (heute Linie 220) Seit Februar 2022 führt die BVR folgende Linien nicht mehr aus: SB63, SB66, SB88, 63, 66, 67, 68, 82, 83, 84, 85, 88, N60.

### Liniennummern vor dem 28. Mai 2000

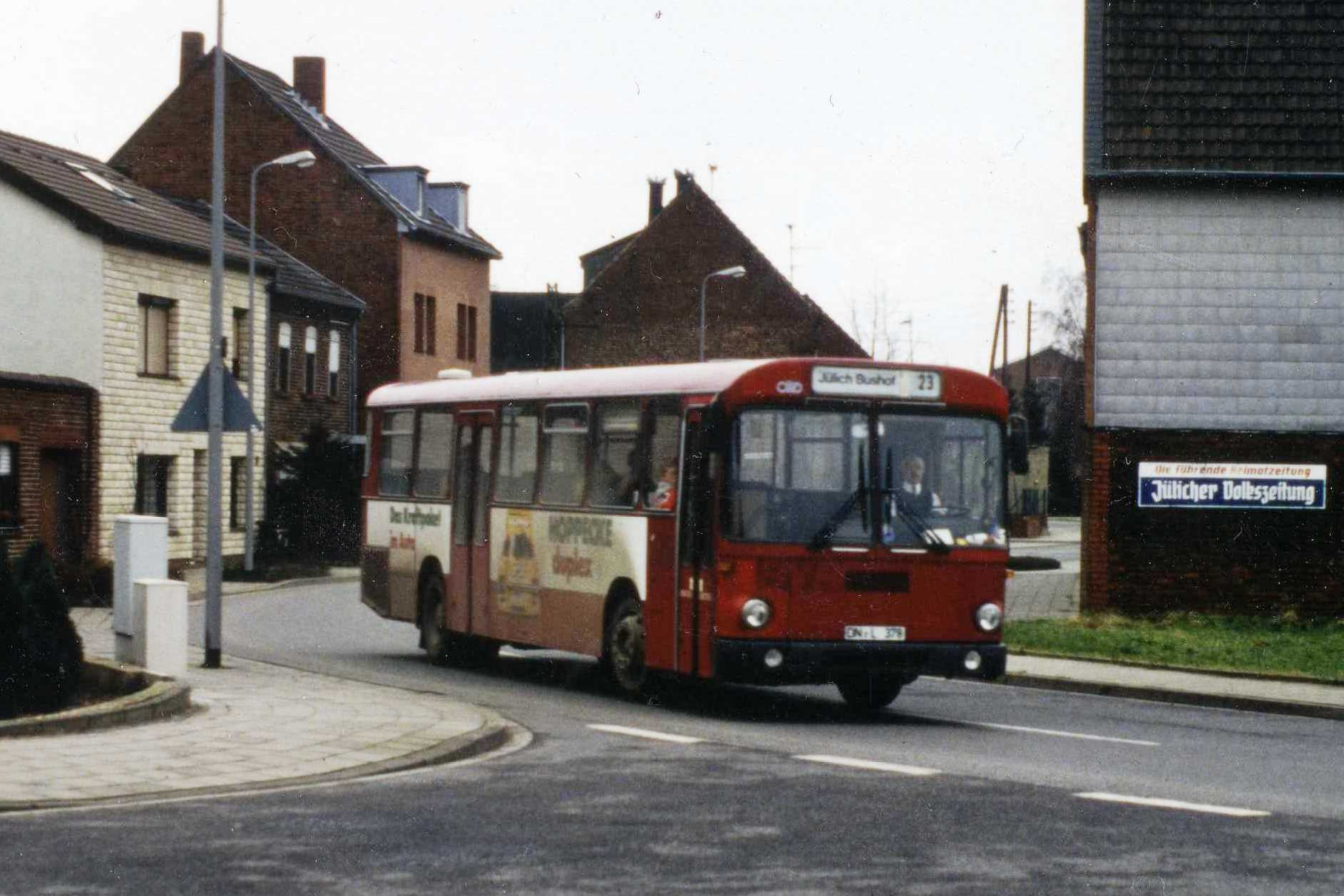
Linie 23 von Düren auf der Fahrt nach Jülich (1991)

- 6 Erkelenz – Hückelhoven – Linnich (zusammen mit Kreiswerke Heinsberg)
- 7 Wassenberg-Myhl – Hückelhoven – Geilenkirchen (zusammen mit Kreiswerke Heinsberg)
- 13 Wegberg – Dalheim – Wassenberg – Heinsberg – Geilenkirchen (zusammen mit Kreiswerke Heinsberg)
- 20 Düren – Kreuzau – Nideggen – Heimbach – Heimbach-Hasenfeld, Post
- 23 Huchem-Stammeln – Jülich
- 30 Düren – Kelz – Vettweiß
- 31 Düren – Heimbach – Gemünd – Schleiden
- 33 Zülpich – Wollersheim – Nideggen
- 36 Düren – Huchem-Stammeln – Niederzier – Merzenich
- 37 Düren – Echtz – Langerwehe
- 38 Düren – Niederzier – Jülich
- 41 Geilenkirchen – Baesweiler (oft auch als Linie H41 bezeichnet)
- 60 (Inden –) Lamersdorf – Langerwehe – Stolberg-Schevenhütte
- 70 Grevenbroich-Rathaus – Garzweiler – Jülich
- 72 Heinsberg – Straeten – Schierwaldenrath – Hastenrath
- 73 Heinsberg – Selsten – Waldfeucht
- 74 Heinsberg – Selsten – Waldfeucht – (Saeffelen) – Gangelt – Geilenkirchen
- 75 Oberbruch – Heinsberg – Haaren – Waldfeucht
- 79 Baesweiler – Linnich – Jülich
- 84 Jülich – Titz-Ameln – Mönchengladbach-Otzenrath
- 91 Übach – Scherpenseel – Geilenkirchen
- 93 Geilenkirchen – Lindern – Dremmen – Heinsberg
- 94 Jülich – Kirchberg – Altdorf – Inden – Weisweiler – Eschweiler
- 95 Jülich – Linnich – Baal – Wassenberg
- 96 Düren – Langerwehe – Weisweiler – Eschweiler
- 97 Übach – Scherpenseel – Landgraaf-Ubach over Worms (NL)
- 98 Düren – Vettweiß – Zülpich – Euskirchen
- 111 Schnellbus Aachen Bushof – Aldenhoven – Jülich
- 163 Schnellbus Aachen Bushof – Roetgen – Lammersdorf – Simmerath

### Liniennummern nach dem 28. Mai 2000
- SB11 Schnellbus Aachen Bushof – Aldenhoven – Jülich (heute Linie 220)
- SB63 Schnellbus Aachen Bushof – Roetgen – Lammersdorf – Simmerath
- SB98 Schnellbus Düren – Zülpich – Euskirchen (Bedienung parallel zur Linie 298)
- WÜ1 Stadtbus Würselen Euchen – Weiden – Würselen – Kohlscheid (Neueinführung seit Mai 2000)
- 223 Huchem-Stammeln – Jülich
- 230 Düren – Kelz – Vettweiß – Pingsheim
- 231 Düren – (Heimbach) – Gemünd – Schleiden
- 233 Zülpich – Wollersheim – Nideggen
- 236 Düren – Huchem-Stammeln – Niederzier – Merzenich
- 237 Düren – Echtz – Langerwehe
- 238 Düren – Niederzier – Jülich
- 270 Jülich – Mersch – Titz – Linnich-Hottorf
- 279 Jülich – Linnich
- 284 Jülich – Titz – Jackerath
- 286 Düren – Kleinhau – Vossenack (ehemalige Teilstrecke der Linie 86)
- 287 Jülich – Titz – Linnich
- 294 Jülich – Inden – Frenz (ehemalige Teilstrecke der Linie 94)
- 296 Düren – Schlich – Langerwehe (ehemalige Teilstrecke der Linie 96)
- 298 Düren – Vettweiß – Zülpich – Euskirchen
- 385 Eupen (B) – Mützenich – Monschau – Kalterherberg (zusammen mit der belgischen TEC)
- 407 Wassenberg-Myhl – Hückelhoven – Geilenkirchen
- 409 Ratheim – Hückelhoven – Hilfarth – Lindern – Linnich
- 413 Wegberg – Dalheim – Wassenberg – Heinsberg – Geilenkirchen (zusammen mit Kreiswerke Heinsberg, die die Linie später alleine übernahm)
- 472 Heinsberg – Straeten – Schierwaldenrath – Hastenrath
- 474 Heinsberg – Selsten – Waldfeucht – Saeffelen – Gangelt
- 475 Oberbruch – Heinsberg – Haaren – Waldfeucht
- 491 Übach-Palenberg – Scherpenseel – Geilenkirchen
- 493 Heinsberg – Oberbruch – Dremmen – Lindern
- 494 Geilenkirchen – Lindern
- 495 Jülich – Linnich – Baal – Wassenberg

### Liniennummern, die bis zur Übernahme durch den RVE unverändert blieben
- SB1 Heinsberg – Geilenkirchen – Übach-Palenberg – Aachen Klinikum (zusammen mit Kreiswerke Heinsberg)
- SB2 Heinsberg – Wassenberg – Erkelenz (zusammen mit Kreiswerke Heinsberg)
- 21 Aachen Waldfriedhof – Aachen Hbf – Würselen – Herzogenrath – Übach-Palenberg – Scherpenseel (zusammen mit ASEAG, die die Linie später dann alleine übernahm und nur noch bis Palenberg Bf verkehren ließ)
- 61 Stolberg Hbf – Breinig – Rott – Roetgen Post
- 63 Simmerath – Einruhr – Gemünd – Schleiden
- 67 Aachen-Walheim – Venwegen – Rott – Roetgen
- 68 Aachen Bushof – AC-Walheim – Schmithof / Rott – Roetgen – Simmerath – Rurberg – Einruhr (zusammen mit Taeter Aachen)
- 71 Geilenkirchen – Baesweiler – Siersdorf – Aldenhoven (in den 90er Wegfall der Verlängerung bis Jülich)
- 81 (Vossenack –) Schmidt – Steckenborn – Strauch – Simmerath
- 82 Nideggen-Schmidt – Simmerath – Konzen – Monschau
- 83 Simmerath – Einruhr (– Erkensruhr)
- 84 Monschau – Höfen – Rohren – Imgenbroich
- 85 Monschau – Mützenich – Kalterherberg
- 86 Düren – Hürtgen – Vossenack – Lammersdorf – Simmerath (Abschnitt Düren – Hürtgen – Vossenack wurde von der Linie 286 übernommen)
- 90 Alsdorf – Siersdorf – Aldenhoven
- 94 Jülich – Inden – Frenz – Weisweiler – Eschweiler (Abschnitt Jülich – Inden – Frenz wurde von der Linie 294 übernommen)
- 96 Düren – Schlich – Langerwehe – Weisweiler – Eschweiler (Abschnitt Düren – Schlich – Langerwehe wurde von der Linie 296 übernommen)
- 147 Schnellbus Aachen Bushof – Kohlscheid – Herzogenrath – Merkstein (später von der ASEAG übernommen)
- 166 Aachen Bushof – Roetgen – Monschau / – Simmerath

## Verkehrsverbund Rhein-Sieg (VRS)
Die BVR ist auch Mitglied im Verkehrsverbund Rhein-Sieg (VRS), betreibt in ihrem Gebiet allerdings höchstens die Linien der Stadtbus Dormagen (Linien 880–886 sowie WE1-WE4 und NE1-NE4), die oben im Abschnitt VRR gelistet sind. Sie ist darüber hinaus auch als Subunternehmerin für die wupsi in Leverkusen aktiv und übernimmt u. a. Leistungen auf den Linien 255, 257, 258, 278, SB24 und SB25, sowie als Subunternehmerin für die REVG Rhein-Erft Verkehrsgesellschaft im Rhein-Erft-Kreis tätig und übernimmt dort Fahrleistungen mit eigenen Bussen. 
Während der Sanierung der Mülheimer Brücke in Köln bis März 2025 übernimmt die BVR zusammen mit dem Bonner Busunternehmen Univers Reisen in Auftrag der Kölner Verkehrs-Betriebe die Ersatzfahrten der Stadtbahnlinie 18 (Linie 118) zwischen Neusser Str./Gürtel und Mülheim Wiener Platz.
Seit dem 7. März 2025 verkehrt der On-Demand-Service Kraftraum-Shuttle, bisher nur in Bergheim aktiv, auch in Rommerskirchen. Anders als in Bergheim, wo für den Kraftraum-Shuttle die REVG zuständig ist, wird der Betrieb in Rommerskirchen von der BVR übernommen.

## Fahrzeugpark
- 1 EvoBus MB O 530 LE Ü Citaro, Baujahr 2010, Niederflur
- 5 MAN A21 Lion’s City (NL 283), Baujahr 2012, Niederflur
- 15 MAN A20 Lion’s City Ü (NÜ 323), Baujahre 2010/2011, Niederflur
- 4 MAN A20 Lion’s City Ü (NÜ 273), Baujahr 2007, Niederflur
- 16 MAN A20 (NÜ 263), Baujahre 1999/2000/2001, Niederflur
- 6 MAN A23 Lion’s City G (NG 363), Baujahr 2010/2011, Niederflurgelenkbus
- 5 Evobus MB O 530 Citaro 2 G, Baujahr 2013, Niederflurgelenkbus
- 5 MAN A25 (NÜ 313-15), Baujahr 2001, Niederflur (15 m)
- 2 Setra S 315 NF, Baujahr 1999, Niederflur
- 2 Setra S 319 NF, Baujahr 2000, Niederflur (15 m)
- 6 Setra S 415 NF, Baujahre 2007/2008, Niederflur
- 1 Neoplan N 4416, Baujahr 2002, Niederflur, „StadtBus Dormagen“
- 5 MAN A21 Lion’s City (NL 263), Baujahr 2005, Niederflur, „StadtBus Dormagen“
- 7 EvoBus MB O 530 Citaro, Baujahr 2007, Niederflur, „StadtBus Dormagen“
- 5 Evobus MB O 530 Citaro 2, Baujahr 2014, Niederflur, „StadtBus Dormagen“